# Dysstroma brunneata
Dysstroma brunneata är en fjärilsart som beskrevs av Alpheus Spring Packard 1867. Dysstroma brunneata ingår i släktet Dysstroma och familjen mätare. Inga underarter finns listade i Catalogue of Life.